# كايل ماغنيس
كايل ماغنيس لاعب كرة قدم إسكتلندي يلعب مع نادي هايبرنيان.